# Christfried Kirch
Pour les articles homonymes, voir Kirch.
Christfried Kirch (24 décembre 1694 à Guben - 9 mars 1740 à Berlin) est un astronome et éditeur d'almanach saxon.

## Biographie
Né à Guben, Prusse, il est le fils des astronomes Gottfried Kirch et de Maria Margaretha Kirch. Christfried participe déjà aux observations solaires de son père à l'âge de 12 ans. Il fait ses études en astronomie à Leipzig et Danzig.
À partir de 1716, jusqu'à sa mort en 1740, il fut, comme son père, directeur de l'Observatoire de Berlin, en dépit des offres répétées de l'Académie des Sciences de Saint-Pétersbourg. En 1717, il reçoit de son père son ancien poste à l'Académie royale des sciences de Prusse (Königlich Preußischen Sozietät der Wissenschaften). Dans la poursuite du travail de son père, en particulier de l'almanach de calcul, il est aidé par sa mère et sa jeune sœur .
En 1726, Kirch est chargé de la bibliothèque de l'Académie, qui jusqu'alors avait été de la responsabilité du secrétaire de l'Académie, Johann Theodor de Jablonski, et est nommé Bibliothécaire en 1735.
Christfried Kirch publie de nombreux articles dans plusieurs revues. Il décrit la comète de 1718, les observations de taches solaires et des surfaces de Vénus et de Jupiter, de l'occultation des lunes de Jupiter, des étoiles variables, ainsi que les aurores boréales et du champ magnétique de la Terre. En 1730, paraît son plus grand travail, Observationes astronomicae selectiores dans observatorio regio Berolinensi habitae, quibus adjectae sunt annotationes quaedam et animadversiones geographicae et chronologicae, aliaque ad astronomicam scientiam pertinentia.
Il est élu Fellow de la Royal Society en 1742.

## Autres sources
- (de) Siegmund Günther, « Kirch, Gottfried », dans Allgemeine Deutsche Biographie (ADB), vol. 15, Leipzig, Duncker & Humblot, 1882, p. 787-788 (Familienartikel)